# Julia Hamari
Julia Hamari (Boedapest, 21 november 1942) is een Hongaarse mezzo-sopraan.

## Professionele carrière
Julia Hamari ontving haar vocale training van Fatime Martins en Jenö Sipos aan de Frans Liszt Muziekacademie en kreeg zowel haar zangersdiploma als dat van zangleraar. In 1964 won ze het Erkel Internationale Zangconcours in Boedapest. Daarna zette ze tot 1966 haar studie voort aan Staatliche Hochschule für Musik in Stuttgart.
In 1966 maakte ze in Wenen onder Karl Richter haar debuut als solist in Bachs Matthäus-Passion, samen met Teresa Stich-Randall, Peter Schreier, Hermann Prey en Ernst Gerold Schramm.
Opera
Haar operadebuut maakte ze met de rol van Mercedes in Bizets Carmen tijdens de Salzburger Festspiele in 1967, samen met Grace Bumbry, Jon Vickers en Mirella Freni; Herbert von Karajan dirigeerde. In 1987 zong ze de titelrol aan de Staatsoper in Stuttgart met Carlos Kleiber als dirigent. Het begin van haar carrière omvatte o.a. rollen als Malcolm in Rossini's La donna del lago, samen met Franco Bonisolli en Montserrat Caballé. In 1975 zong ze de rol van Magdalene in Georg Solti's eerste opname van Richard Wagner's Die Meistersinger von Nürnberg, met Norman Bailey en René Kollo. In 1979 zong ze Celia in Haydns La fedeltà premiata in Glyndebourne. In 1980 zong ze Orfeo in Glucks Orfeo ed Euridice tijdens het Maggio Musicale Fiorentino; in 1984 Dorabella in Mozarts Così fan tutte bij de opera in Dallas; en in 1986 Angelina in Rossini's La Cenerentola. In 1982 maakte ze haar debuut aan de Metropolitan Opera in New York als Rosina in Il barbiere di Siviglia. In Keulen zong ze Sesto in Mozarts La clemenza di Tito, en in Covent Garden Cherobino in Le nozze di Figaro.
Concert
Met Richter en Helmut Rilling nam ze verschillende cantates van Bach op. De Matthäus Passion nam ze op onder Wolfgang Gönnewein. De Johannes Passion nam ze in 1974 op onder Karl Münchinger. In 1975 zong ze samen met Dietrich Fischer-Dieskau de wereldpremière van Gottfried von Einems cantate An die Nachgeborenen, die ze in 1993 ook op de plaat zette.
Lesgeven
In 1989 werd Julia Hamari aangewezen als professor zang aan de Hochschule für Musik in Stuttgart. Sinds 1982 gaf ze verschillende masterclasses.
- Bibsys: 2102386
- Biblioteca Nacional de España: XX963879
- Bibliothèque nationale de France: cb13894919p (data)
- CiNii: DA08053601
- Gemeinsame Normdatei: 130456152
- International Standard Name Identifier: 0000 0001 1440 9366
- Library of Congress Control Number: n81053690
- Nationale Bibliotheek van Letland: 000113850
- MusicBrainz: 0cc6f0f5-b06b-4050-b6be-481cbf7af1ef
- Nationale Bibliotheek van Tsjechië: ola2007418998
- Nationale bibliotheek van Australië: 35712355
- Nationale Bibliotheek van Israël: 987007454608005171
- Nationale Bibliotheek van Polen: a0000002522373
- Nederlandse Thesaurus van Auteursnamen: 070048126
- Réseau des bibliothèques de Suisse occidentale: 02-A003343664
- SNAC: w65m6sgn
- Système universitaire de documentation: 078999944
- Trove: 1053364
- Virtual International Authority File: 32183360
- WorldCat: E39PBJcgxwMPHQH73K7qmbkFKd